# Sinsis
Els Sinsis (llatí: sinsii, grec Σίνσιοι) foren un poble de la part sud de Dàcia. Són esmentats per Ptolemeu.